# Comuna Luka, Lohvîțea
Luka (în ucraineană Лука) este o comună în raionul Lohvîțea, regiunea Poltava, Ucraina, formată din satele Iuskivți și Luka (reședința).

## Demografie
Componența lingvistică a comunei Luka
     Ucraineană (93,9%)
     Rusă (5,38%)
     Alte limbi (0,26%)
Conform recensământului din 2001, majoritatea populației comunei Luka era vorbitoare de ucraineană (93,9%), existând în minoritate și vorbitori de rusă (5,38%).